# Dora Trepat de Navarro
Dora Trepat de Navarro (1910-1971) est une joueuse d'échecs argentine. Avec huit succès, c’est la joueuse la plus titrée au championnat d'Argentine en simple féminin (1938, 1939, 1940, 1941, 1942, 1959, 1960, 1964). Elle est aussi la première championne féminine argentine officiellement enregistrée dans l'histoire.

## Biographie
Dora Trepat de Navarro est née en 1910. Ses débuts aux échecs se font au Club Jaque Mate de la capitale. Entre 1935 et 1939, elle joue au cercle d’échecs de Villa del Parque, en 1954, elle travaille comme professeur d'échecs dans le Club Atlético San Lorenzo de Almagro, où elle donne des cours spéciaux pour enfants. Elle remporte son premier titre de championne d'échecs argentine, en 1938, elle réitère en 1939 en dominant le tournoi de la fédération argentine et en 1940, en remportant le match pour le titre contre González Vega par 4 à 2 ; en 1941, elle bat Gerding par 4 à 0 ; en 1942, elle s'impose sur le même résultat face à Bilbao puis, encore, en 1959, 1960 et 1964.
Elle représente son pays accompagné de la finaliste María Angélica Berea de Montero au championnat du monde féminin à Buenos Aires, qui s'est déroulé parallèlement à l'Olympiade d'échecs de 1939 (masculin). Elle prend la douzième place du tournoi remporté par Vera Menchik.